# Phraortes kumamotoensis
Phraortes kumamotoensis är en insektsart som beskrevs av Tokuichi Shiraki 1935. Phraortes kumamotoensis ingår i släktet Phraortes och familjen Phasmatidae. Inga underarter finns listade i Catalogue of Life.